# Cadaba
Cadaba là một chi cây bụi thuộc họ Capparaceae. Chi này có khoảng 30 loài. Một số loài được phân loại như là lương thực cho người nghèo tại khu vực phía nam Ethiopia.

## Các loài
Chi này bao gồm các loài như sau:
- Cadaba aphylla
- Cadaba farinosa
- Cadaba fruticosa
- Cadaba glandulosa
- Cadaba insularis
- Cadaba kirkii
- Cadaba natalensis
- Cadaba termitaria